# Omloop Het Nieuwsblad 2025
Das Straßenradrennen Omloop Het Nieuwsblad 2025 war die 80. Austragung des belgischen Eintagesrennens. Das Rennen fand am 1. März 2025 statt und ist Teil der UCI WorldTour 2025. Das Frauenrennen wurde am selben Tag ausgetragen.
Den Sieg sicherte sich der Norweger Søren Wærenskjold (Uno-X Mobility), der sich im Sprint einer größeren Gruppe vor Paul Magnier (Soudal Quick-Step) und Jasper Philipsen (Alpecin-Deceuninck) durchsetzte.

## Teilnehmende Mannschaften und Fahrer
Neben den 18 UCI WorldTeams gingen auch 7 UCI ProTeams bei dem Rennen an den Start. Für jede Mannschaft waren sieben Fahrer startberechtigt, wobei die Alexander Edmondson (Team Picnic PostNL) das Rennen nicht in Angriff nahm.
Mit Jan Tratnik (Red Bull-Bora-hansgrohe), Wout van Aert (Team Visma-Lease a Bike), Davide Ballerini (XDS Astana Team), Jasper Stuyven (Lidl-Trek) und Michael Valgren (EF Education-EasyPost) nahmen fünf ehemalige Sieger an der 80. Austragung teil.
Als Favoriten galten: Wout van Aert, Matteo Jorgenson, Tiesj Benoot (alle Team Visma-Lease a Bike), Arnaud De Lie (Lotto), Thomas Pidcock (Q36.5 Pro Cycling Team), Jhonatan Narváez, Tim Wellens, António Morgado, Nils Politt (alle UAE Team Emirates-XRG), Jan Tratnik, Oier Lazkano (beide Red Bull-Bora-hansgrohe), Jasper Stuyen, Toms Skujiņš, Mathias Vacek (alle Lidl-Trek) Matej Mohorič, Fred Wright (beide Bahrain Victorious), Stefan Küng (Groupama-FDJ), Dylan Teuns (Cofidis), Laurenz Rex (Intermarché-Wanty), Yves Lampaert, Paul Magnier (beide Soudal Quick-Step), Kasper Asgreen (EF Education-EasyPost), Alberto Bettiol (XDS Astana Team), Bob Jungels, Ben Turner, Joshua Tarling (alle Ineos Grenadiers), Iván García Cortina (Movistar Team), Matteo Trentin (Tudor Pro Cycling Team), Rasmus Tiller und Jonas Abrahamsen (beide Uno-X Mobility).
Weitere interessante Fahrer waren die Sprinter Jasper Philipsen, Kaden Groves (beide Alpecin-Deceuninck), Jordi Meeus (Red Bull-Bora-hansgrohe) und Bryan Coquard (Cofidis), sowie der Brite Joseph Blackmore (Israel-Premier Tech) der im Jahr 2024 die Tour de l’Avenir gewann.
| UCI WorldTeams | UCI WorldTeams                  | UCI WorldTeams | UCI WorldTeams          | UCI WorldTeams | UCI WorldTeams          | UCI ProTeams | UCI ProTeams           |
| -------------- | ------------------------------- | -------------- | ----------------------- | -------------- | ----------------------- | ------------ | ---------------------- |
| ADC            | Alpecin-Deceuninck              | IGD            | Ineos Grenadiers        | DFP            | Team Picnic PostNL      | IPT          | Israel-Premier Tech    |
| ARK            | Arkéa-B&B Hotels                | GFC            | Intermarché-Wanty       | TVL            | Team Visma-Lease a Bike | LOT          | Lotto                  |
| TBV            | Bahrain Victorious              | LTK            | Lidl-Trek               | UAD            | UAE Team Emirates-XRG   | Q36          | Q36.5 Pro Cycling Team |
| COF            | Cofidis                         | MOV            | Movistar Team           | XAT            | XDS Astana Team         | TFB          | Team Flanders-Baloise  |
| DAT            | Decathlon AG2R La Mondiale Team | RBH            | Red Bull-Bora-hansgrohe |                |                         | TUD          | Tudor Pro Cycling Team |
| EFE            | EF Education-EasyPost           | SOQ            | Soudal Quick-Step       |                |                         | RKT          | Unibet Tietema Rockets |
| GFC            | Groupama-FDJ                    | JAY            | Team Jayco AlUla        |                |                         | UXM          | Uno-X Mobility         |

## Streckenführung
Die Strecke führte über 197 km von Gent über die Flämischen Ardennen nach Ninove. Im Vergleich zum Vorjahr veränderte sich die Streckenführung nur geringfügig. Insgesamt mussten die Fahrer 11 Hellingen (kurze Anstiege in Flandern) und 8 Kasseien (Kopfsteinpflaster-Passagen) überqueren. Die letzten beiden Kopfsteinpflasteranstiege, die Mauer von Geraardsbergen (km 181,3) und der Bosberg (km 185,2), stellten erneut die letzten großen Hindernisse vor dem Ziel dar.
In der ersten Rennhälfte wurden mit der Paddestraat (km 33,1) und der Kombination aus Haaghoek und Leberg (km 49,5) nur wenige anspruchsvolle Passagen befahren. Die Strecke führte dabei von Gent über Merelbeke, Oosterzele, Herzele, Zottegem in die Flämischen Ardennen. Diese wurden im Anschluss kurz verlassen und es ging von Oudenaarde und Nazareth zu dem Kopfsteinpflaster-Abschnitt Lange Munte, der nach 100,9 Kilometern etwa zur Rennhälfte erreicht wurde. In den Flämischen Ardennen folgte kurz darauf der erste Rundkurs, wobei die Kombination aus Haaghoek und Leberg den Auftakt einer Reihe von Hellingen und Kasseien darstellte. Innerhalb von nur rund 25 Kilometern folgten nun der Valkenberg, Eikenberg und Wolvenberg, sowie die Kopfsteinpflaster-Straßen Holleweg, Karel Martelstraat und Jagerij. Den Abschluss bildete der gepflasterte Molenberg, der 42,5 Kilometer vor dem Ziel überquert wurde. Nachdem die Haaghoek-Leberg-Kombination zum dritten Mal absolviert worden war, ging es über den Berendries und Elverenberg-Vossenhof ins südliche Geraardsbergen. Im Finale wurden die Mauer von Geraardsbergen und der Bosberg 15,7 bzw. 11,8 Kilometer vor dem Ziel passiert, ehe die letzten Kilometer leicht abschüssig nach Ninove führten. Das Ziel befand sich erneut auf der N8.
|                       | km    | Kopfsteinpflaster | Anstieg |
| --------------------- | ----- | ----------------- | ------- |
| Paddestraat           | 33,1  | ●                 |         |
| Haaghoek              | 49,5  | ●                 |         |
| Leberg                | 52,5  |                   | ●       |
| Lange Munte           | 100,9 | ●                 |         |
| Haaghoek              | 117,9 | ●                 |         |
| Leberg                | 120,9 |                   | ●       |
| Valkenberg            | 128,8 |                   | ●       |
| Eikenberg             | 141,4 | ●                 | ●       |
| Wolvenberg            | 144,5 |                   | ●       |
| Holleweg              | 144,6 | ●                 |         |
| Karel Martelstraat    | 145,8 | ●                 |         |
| Jagerij               | 148,6 | ●                 |         |
| Molenberg             | 154,5 | ●                 | ●       |
| Haaghoek              | 159   | ●                 |         |
| Leberg                | 162   |                   | ●       |
| Berendries            | 166   |                   | ●       |
| Elverenberg-Vossenhof | 168,5 |                   | ●       |
| Muur-Kapelmuur        | 181,3 | ●                 | ●       |
| Bosberg               | 185,2 | ●                 | ●       |
| Ziel                  | 197   |                   |         |

## Rennverlauf und Ergebnis
In der frühen Rennphase setzten sich mit Julius van den Berg, Enzo Leijnse (beide Picnic PostNL), Elmar Reinders (Jayco AlUla), Giosuè Epis (Arkéa-B&B Hotels), Siebe Deweirdt, Victor Vercouillie (beide Team Flanders-Baloise) sieben Fahrer vom Hauptfeld ab. Sie fuhren einen Vorsprung von rund fünf Minuten heraus, während das Team Visma-Lease a Bike zu Beginn den Großteil der Nachführarbeit leistete.
Rund 50 Kilometer vor dem Ziel griff Joshua Tarling (Ineos Grenadiers) am Holleweg an und versuchte als Solist die verbliebene Lücke von rund zwei Minuten zu schließen. Kurz darauf forcierte die Alpecin-Deceuninck Mannschaft das Tempo im Anstieg des Molenberg oder Leberg, wodurch das Hauptfeld in mehrere kleinen Gruppen zerfiel. Auch Wout van Aert (Visma-Lease a Bike), der als Mitfavorit an den Start ging befand sich zu diesem Zeitpunkt in einer abgehängten Gruppe. Im Anstieg des Berendries schon sich das Fahrerfeld jedoch rund 30 Kilometer vor dem Ziel wieder zusammen. Auch Joashua Tarling und die übrigen Ausreißer wurden wenig später eingeholt.
Der vorletzte Anstieg der Mauer von Geraardsbergen brachte keine Vorentscheidung führte jedoch ebenso wie der Bosberg zu einer kleineren Selektion. Zwischenzeitlich befanden sich rund 20 Fahrer in der ersten Gruppe, ehe Stefan Küng (Groupama-FDJ) rund 10 Kilometer vor dem Ziel antrat und sich als Solist absetzte. Der Schweizer konnte einen maximalen Vorsprung von rund 20 Sekunden herausfahren und führte das Rennen auch fünf Kilometer vor dem Ziel mit einem Polster von 17 Sekunden an. Dahinter formierte sich jedoch erneut eine größere Gruppe, die ihren Rückstand rasch verkleinern konnte. Stefan Küng wurde schließlich auf dem letzten Kilometer eingeholt. Im Sprint einer 50 Fahrer umfassenden Gruppe setzte sich der Norweger Søren Wærenskjold (Uno-X Mobility), Paul Magnier (Soudal Quick-Step) und Jasper Philipsen (Alpecin-Deceuninck) durch.
| Platz | Fahrer              | Nation | Team                   | Zeit                   |
| ----- | ------------------- | ------ | ---------------------- | ---------------------- |
| 01.   | Søren Wærenskjold   | NOR    | Uno-X Mobility         | 4:37:53 h (42,53 km/h) |
| 02.   | Paul Magnier        | FRA    | Soudal Quick-Step      | "                      |
| 03.   | Jasper Philipsen    | BEL    | Alpecin-Deceuninck     | "                      |
| 04.   | Brent Van Moer      | BEL    | Lotto                  | "                      |
| 05.   | Samuel Watson       | GBR    | Ineos Grenadiers       | "                      |
| 06.   | Lukáš Kubiš         | SVK    | Unibet Tietema Rockets | "                      |
| 07.   | Piet Allegaert      | BEL    | Cofidis                | "                      |
| 08.   | Vincenzo Albanese   | ITA    | EF Education-EasyPost  | "                      |
| 09.   | Marijn van den Berg | NED    | EF Education-EasyPost  | "                      |
| 10.   | Lewis Askey         | GBR    | Groupama-FDJ           | "                      |

## Vergabe der UCI-Punkte
Der Omloop Het Nieuwsblad 2025 ist Teil der UCI WorldTour 2025. Nach dem Rennen wurden UCI-Punkte vergeben, die sich auf die Platzierung der Fahrer und Mannschaften im UCI Ranking auswirkten. Die Punktevergabe erfolgte nach folgendem Schlüssel:
| Platzierung  | 1.  | 2.  | 3.  | 4.  | 5.  | 6.  | 7. | 8. | 9. | 10. | Anmerkung                              |
| ------------ | --- | --- | --- | --- | --- | --- | -- | -- | -- | --- | -------------------------------------- |
| Tageswertung | 300 | 250 | 215 | 175 | 120 | 115 | 95 | 75 | 60 | 50  | gestaffelt bis zum 60. Platz (1 Punkt) |